# Knäsjötjärnen
Knäsjötjärnen är en sjö i Sollefteå kommun i Ångermanland och ingår i Ångermanälvens huvudavrinningsområde. Sjön har en area på 0,101 kvadratkilometer och ligger 270,6 meter över havet.

## Delavrinningsområde
Knäsjötjärnen ingår i det delavrinningsområde (699403-157210) som SMHI kallar för Utloppet av Knäsjön. Medelhöjden är 290 meter över havet och ytan är 34,46 kvadratkilometer. Det finns inga avrinningsområden uppströms utan avrinningsområdet är högsta punkten. Bruksån (Ladvattenån) som avvattnar avrinningsområdet har biflödesordning 2, vilket innebär att vattnet flödar genom totalt 2 vattendrag innan det når havet efter 61 kilometer. Avrinningsområdet består mestadels av skog (68 procent). Avrinningsområdet har 3,11 kvadratkilometer vattenytor vilket ger det en sjöprocent på 9 procent.